# Alois Kotrbelec
Alois Kotrbelec, literárně činný jako Věkoslav Lipanský (29. září 1849 Tábor – 7. února 1918 Tábor), byl rakouský a český advokát a politik, na počátku 20. století poslanec Českého zemského sněmu a starosta Tábora.

## Biografie
Pocházel z táborské měšťanské rodiny. Studoval v Jindřichově Hradci a Táboře a pak absolvoval práva na Karlo-Ferdinandově univerzitě v Praze. Profesně působil nejprve v soudnictví, později jako advokát. Byl činný i literárně, psal básně. V letech 1899–1918 zastával funkci starosty Tábora. Od roku 1886 zasedal v obecním zastupitelstvu a od roku 1889 i v městské radě. Zasloužil se o zřízení reálné školy a hospodářské akademie v Táboře. Za jeho starostování byla postavena elektrická dráha Tábor - Bechyně, nemocnice, vodárna a městské lidové lázně. Kotrbelec byl též členem okresního zastupitelstva a předsedou místní i okresní školní rady.
Počátkem 20. století se zapojil i do zemské politiky. Ve volbách v roce 1901 byl zvolen do Českého zemského sněmu v kurii městské (volební obvod Tábor, Kamenice n. Lipou, Pelhřimov, Soběslav). Politicky se uvádí coby člen mladočeské strany. Mandát obhájil za týž obvod i ve volbách v roce 1908.
Byl mu udělen Řád Františka Josefa, válečný kříž II. třídy za občanské zásluhy. Město Tábor mu udělilo čestné občanství. Zemřel v únoru 1918.